# クレイジー・マリー・ドブソン
クレイジー・マリー・ドブソン（Crazy Mary Dobson）のリングネームで知られるサラ・ロウ（Sarah Rowe、女性、1993年9月10日 - ）は、アメリカ合衆国のプロレスラー。インディアナ州ジェファーソンビル出身。
CZWや大日本プロレスで活躍した「元祖バカ外人」ことマッドマン・ポンドを師と仰ぎ、自らも「ミス・バカ外人（Ms. Baka Gaijin）」のニックネームが付けられている。

## 来歴
2011年11月8日、IWAイーストコーストにおいて対ミッキー・ナックルズ戦でデビュー。
その後はアメリカのインディー団体に参戦し、デビュー一年未満、18歳ながら男子選手も相手に蛍光灯、有刺鉄線、画鋲などを使う過激なデスマッチに数多く身を投じる。
2012年に初来日を果たし、6月9日のREINA×WORLD新宿FACE大会にて「ワールドトライアウト3WAYマッチ」と称してミア・イム、リア・ボン・ダッチと対戦。
6月16日、負傷欠場となった石橋葵に代わり、アイスリボン「Teens6」に参戦
7月7日のREINAアリーナ大会にて、上林愛貴とタッグを組み、アレックス・リー&バンビ組と対戦し、アレックスからフォールを奪う。試合後に次の大会で世界プロレス協会入りを懸けて上林とシングルで対戦することが決まった。
7月16日の新宿大会で、世界プロレス協会加入と上林が持つTLW女子インターナショナル王座を懸けてドッグカーラーマッチに挑む。ギブアップ負けとなったものの、加入が認められた。
9月23日、AIW女子王座に挑むが、敗戦。
10月19日、REINA×WORLD所属選手に加えられたが、現在はリアル・チャンピオンシップ・レスリングを主戦場としている。
2013年7月、ワールド女子プロレス・ディアナに来日が決定し、道場マッチも含めて参戦する。
2016年10月18日、アメリカのメジャー団体であるWWEと契約を交わし入団。育成施設であるWWEパフォーマンスセンターにてトレーニングを開始。
11月17日、WWE WrestleMania 33 On-Sale Partyにてデビューを飾り、メイシー・エストレラと対戦。勝利した。同月18日、傘下団体であるNXTのNXT Liveにてメイシー・エストレラと対戦。敗戦した。
2017年6月7日、NXTにてサラ・ローガン（Sarah Logan）のリングネームで登場。ペイトン・ロイスと対戦。中盤にパンチとチョップの連打を繰り出す場面を作るが最後にフィッシャーマン・スープレックスを決められ敗戦。
11月21日、WWE・SmackDown Liveにてルビー・ライオット、リヴ・モーガンと共に登場。バックステージで控えていた女子レスラーを襲撃すると、続けて試合中であったシャーロット・フレアー vs ナタリアの対戦でバックステージより乱入。2人を襲撃すると勝ち名乗りを上げた。
2018年12月21日、かねてより交際中だったウォー・レイダース（War Raiders）のロウ（Rowe）と結婚式を挙げた。
2019年初頭から夫であるレイモンド・ロウに合わせる形でバイキングをギミックにし、コスチュームを変更しフェイス・ペイントもするようになった。その為ギャルやアニメキャラをモチーフにしていた「ライオット・スクワッド」の中で異彩を放つようになる。
2019年4月7日にニュージャージー州イースト・ラザフォードにあるメットライフ・スタジアムにて開催されたレッスルマニア35のキックオフ・ショーで行われた「女子バトルロイヤル杯争奪戦」に参戦。ユニットメンバーのルビー・ライオットとリヴ・モーガンが脱落する中最後まで残ったものの、リング下に隠れていたカーメラに落とされてしまい勝利は掴めなかった。
2019年4月16日のスマックダウン内で行われた「2019WWEスーパースター・シェイクアップ」でリブ・モーガンがスマックダウンに移籍した事(後にルセフの不倫ストーリーに関連してロウに復帰)で「ライオット・スクワッド」は解散となり、ローガンはシングルプレイヤーに転向。しかし以降は主にライブショー(ハウスショー)要員としてファイトしている。
2020年4月15日、WWEからリリースのアナウンスがあった。理由はコロナウィルスのパンデミックに絡む人員削減である。これにより7月18日までは「競業忌避規定」によりWWE以外の団体との契約交渉や出場は出来なくなった。
2020年4月20日のロウのバックステージにローガンの姿が在ったものの出場は無かった。
2020年6月22日、インスタグラムにて事実上の引退宣言をした。
2021年2月9日、第一子を出産したことがWWE公式ツイッターでアナウンスされた。

## 得意技
ランニング・ニーキック
シャイニングウィザード
オーバーヘッドキック
ヘッドバット
ビックブーツ
フロント・ドロップキック
低空式・ドロップキック
ジャーマンスープレックス
スナップスープレックス
ムーンサルトプレス
センセイボム

## 獲得タイトル
- WCCW女子王座